# Ribeiroclinus eigenmanni
La especie Ribeiroclinus eigenmanni, es la única del género Ribeiroclinus, un pez marino de la familia de los clínidos.

## Hábitat natural
Se distribuye por el mar de la costa suroeste del océano Atlántico, por el sur de Brasil, Uruguay y la mitad norte de Argentina. Sus poblaciones no han sido muy estudiadas, pero no parecen disminuir, por lo que es calificada como especie de "preocupación menor".
De hábitat demersal bentónico,vive en aguas costeras poco profundas con sustrato rocoso submareal de hasta 17 metros de profundidad.

## Morfología
Con la forma característica de los clínidos, la longitud máxima descrita es de 4'4 cm.